# Alopecosa reimoseri
Alopecosa reimoseri este o specie de păianjeni din genul Alopecosa, familia Lycosidae. A fost descrisă pentru prima dată de Kolosváry, 1934.
Este endemică în Ungaria. Conform Catalogue of Life specia Alopecosa reimoseri nu are subspecii cunoscute.